# 新しい神様
『新しい神様』（あたらしいかみさま）は1999年制作の日本映画、ドキュメンタリー映画。右翼パンクバンドとして活動する雨宮処凛、伊藤秀人と、左翼思想を持つ土屋豊の交流を描くドキュメンタリーである。山形国際ドキュメンタリー映画祭・国際批評家連盟賞特別メンション受賞、ベルリン国際映画祭他出品。

## 概要
反天皇思想を持ちつつも社会の閉塞感という共通の意識を持つ土屋豊にカメラを渡された民族派パンクバンド「維新赤誠塾」のボーカリスト、雨宮処凛は自らの生活を撮影し始める。北朝鮮での元赤軍派よど号グループとの出会いや右翼団体での活動における自身の心情を吐露していく。雨宮は幼少期からいじめにあい、自身の存在価値を見出せず、自殺未遂を繰り返していた。天皇にすがっていた雨宮は伊藤や土屋との議論、そしてカメラへの独白を通じて、反発し悩みつつも自立へ向かう。

## エピソード
経費自体は10万、20万円程度だったが、配給宣伝に200万円ほど使ってしまい儲けがでなかったと土屋自身によって語られている。

## 出演
- 土屋豊[2]
- 雨宮処凛[2]
- 伊藤秀人[2]

## スタッフ
- 監督 - 土屋豊[1]
- 脚本 - 土屋豊[1]
- 撮影 - 土屋豊、雨宮処凛[1][2]
- 音楽 - 加藤健[2]
- 語り - 土屋豊[2]